# Tiberio (hijo de Justiniano II)
Tiberio (en griego: Τιβέριος, latín:Tiberios o  Tiberius) (705 - 711) fue el único hijo varón y heredero del emperador bizantino Justiniano II, y su único hijo con su segunda mujer Teodora de Jazaria, con quien se casó hacia 703 mientras estaba en el exilio entre los Jázaros.
Tiberio nació probablemente en el 705, durante la ausencia de su padre para recuperar el trono bizantino. Justiniano tuvo éxito, por lo que Tiberio y su madre fueron reclamados en Constantinopla, donde el niño fue nombrado coemperador por su padre. La única noticia que tenemos de él después es su participación en la recepción festiva del papa Constantino I a principios de 711.
Tras la muerte y derrocamiento de su padre en diciembre de 711, su madre se refugió con él en la iglesia de santa María, de la que le sacaron para asesinarle los partidarios de Filípico Bardanes, los patricios Mauros y Juan Estroutos, acabando así con la dinastía de los heráclidas.